# Пост-принт
Постпринт — це цифрова чернетка статті наукового журналу після того, як вона була рецензована та прийнята до публікації, але до того, як вона була набрана та відформатована в журналі.

## Пов'язана термінологія
Цифровий проект перед рецензуванням називається препринтом.
Постпринти також іноді називають прийнятими авторськими рукописами, тому що вони є версією, прийнятою журналом після того, як автор звернувся до коментарів рецензента. Разом постпринти та препринти називаються eprints. Різні видавці по-різному називають постпринти по-різному, як передкоректоруру, авторську оригінальну версію та їх варіації.